# Димо Ковачев
Димо Пецов Ковачев (на английски: Dimo Kovacheff) е български общественик и революционер, деец на Вътрешната македоно-одринска революционна организация.

## Биография
Димо Ковачев е роден на 15 август 1888 година в град Воден, тогава в Османската империя, днес в Гърция. Завършва основното си образование в родния си град, а след това и класно българско училище. През 1902 година се присъединява към ВМОРО и изпълнява куриерски задачи. В 1904 година става нелегален и действа с четите на Кара Ташо, Лука Иванов и Никола Иванов - Кулиман. Придружава американския журналист Алберт Сониксен през 1906 година. Участва в редица сражения с турски аскер и гръцки андарти, включително при битките в Ениджевардарското блато в 1907 година и при Долно Копаново през същата 1907 година.
Легализира се през юли 1908 година след Младотурската революция, посрещнат тържествено във Воден заедно с Никола Иванов и Нацо Настев.
В 1909 година емигрира в САЩ. Установява се първоначално в Спрингфийлд, Охайо. В 1912 година се връща във Воден, но след като градът попада в Гърция в 1913 година отново емигрира в САЩ. Установява се в Къртисвил, Пенсилвания, където развива хранителен бизнес и е активен член и председател на МПО „Независимост“, Дюкейн, Пенсилвания, към 1940 е член на контролната комисия на МПО и председател на църковната община. Съпругата му Елена също е от Воден, с нея имат четири деца – Петър, Катерина, Георги и Димитър.
Умира на 1 ноември 1952 година.